# Thijs Wessels

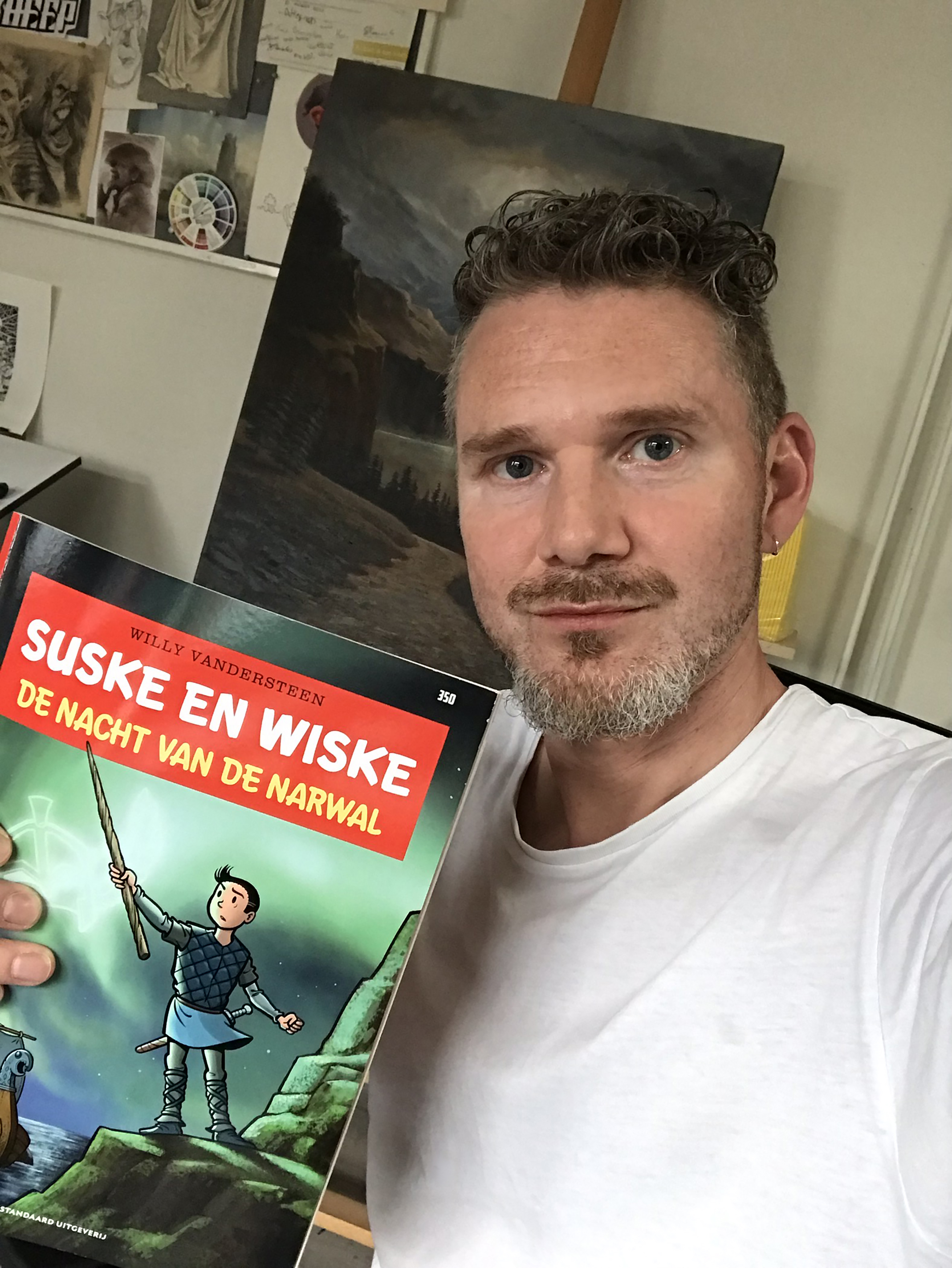
Thijs Wessels met het Suske en Wiske album 'De nacht van de Narwal'

Thijs Wessels  (Hardenberg, 1980) is een stripauteur, sneltekenaar en karikaturist. Sinds 2019 is hij inkter voor Suske en Wiske bij Studio Vandersteen. Wessels woont in Hengelo.

## Biografie
Wessels werkte na zijn studie aan het  Grafisch Lyceum in Zwolle vanaf 2003 als grafisch ontwerper. Sinds 2006 is Wessels actief als sneltekenaar. In 2015 leerde hij Luc Morjaeu, de toenmalige hoofdtekenaar van Suske en Wiske, kennen.
Vanaf 2019 is Wessels als inkter voor Suske en Wiske in dienst bij Studio Vandersteen, waarbij zijn eerste album De Nacht van de Narwal was waarvan hij ook de omslag tekende.
Andere Suske en Wiske-albums waar Thijs aan mee heeft gewerkt zijn: Team Krimson, De fluitende olifant, De drakenprinter, De kale kroon en De maffe markies.